# Snedfläckad syrastävmal
Snedfläckad syrastävmal, Neofriseria peliella är en fjärilsart som först beskrevs av Georg Friedrich Treitschke 1835.  Snedfläckad syrastävmal ingår i släktet Neofriseria, och familjen stävmalar, Gelechiidae. Arten är reproducerande i Sverige. Inga underarter finns listade i Catalogue of Life.

## Bildgalleri

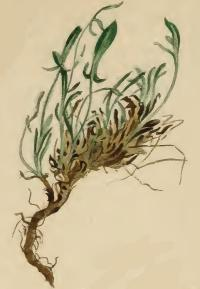
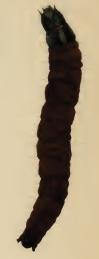